# Styrian Golding
Styrian Golding (aka Savinjski Golding) is een Sloveense hopvariëteit die voor het brouwen van bier wordt gebruikt, zowel voor onder- als bovengistende biersoorten. Styria is de Engelse naam van Stiermarken, een gebied in Oostenrijk en Slovenië.
Deze hopvariëteit is een "aromahop", bij het bierbrouwen voornamelijk gebruikt vanwege zijn aromatische eigenschappen en dus minder voor zijn smaakeigenschappen. Deze hopvariëteit is identiek aan een Engelse Fuggle want de hopspecialisten in Stiermarken vroegen aan het Wye College in Kent in Engeland om Goldings te stekken, maar kregen per ongeluk een stek van Fuggle en noemden die Styrian Golding. Omdat deze Fuggle in een ander klimaat en ook zaadloos geteeld wordt heeft die een veel milder aroma dan een Engelse Fuggle en lijkt daarom toch in aroma op een Golding.

## Kenmerken
- Alfazuur: 3 – 6%
- Bètazuur: 2,5 – 3,5%
- Eigenschappen: licht kruidig aroma, pijnboom, citrus en hoppig karakter